# Liste der dänischen Abgeordneten zum EU-Parlament (2024–2029)
Die Liste der dänischen Abgeordneten zum EU-Parlament (2024–2029) listet alle dänischen Mitglieder des 10. Europäischen Parlamentes nach der Europawahl in Dänemark 2024 auf.

## Aktuelle Mandatsstärke der Parteien
- GUE/NGL: 1
- S&D: 3
- G/EFA: 3
- RE: 4
- EVP: 2
- EKR: 1
- PfE: 1

| Nationale Partei                 | Mandate | Fraktion                                                     |
| -------------------------------- | ------- | ------------------------------------------------------------ |
| Socialistisk Folkeparti (F)      | 03      | Die Grünen/Europäische Freie Allianz (G/EFA)                 |
| Socialdemokraterne (A)           | 03      | Fraktion der Progressiven Allianz der Sozialdemokraten (S&D) |
| Venstre (V)                      | 02      | Renew Europe (RE)                                            |
| Radikale Venstre (B)             | 01      | Renew Europe (RE)                                            |
| Moderaterne (M)                  | 01      | Renew Europe (RE)                                            |
| Det Konservative Folkeparti (C)  | 01      | Fraktion der Europäischen Volkspartei (EVP)                  |
| Liberal Alliance (I)             | 01      | Fraktion der Europäischen Volkspartei (EVP)                  |
| Danmarksdemokraterne (Æ)         | 01      | Europäische Konservative und Reformer (EKR)                  |
| Enhedslisten – de rød-grønne (Ø) | 01      | Die Linke im Europäischen Parlament – GUE/NGL                |
| Dansk Folkeparti (O)             | 01      | Patrioten für Europa (PfE)                                   |
| SUMME                            | 15      |                                                              |

## Abgeordnete
| Bild | Name                     | geb. | MEP seit      | Partei | Fraktion | Kommentar |
| ---- | ------------------------ | ---- | ------------- | ------ | -------- | --------- |
|      | Stine Bosse              | 1960 | 16. Juli 2024 | M      | RE       |           |
|      | Asger Christensen        | 1958 | 2. Juli 2019  | V      | RE       |           |
|      | Per Clausen              | 1955 | 16. Juli 2024 | Ø      | GUE/NGL  |           |
|      | Henrik Dahl              | 1960 | 16. Juli 2024 | I      | EVP      |           |
|      | Niels Flemming Hansen    | 1974 | 16. Juli 2024 | C      | EVP      |           |
|      | Sigrid Friis             | 1994 | 16. Juli 2024 | B      | RE       |           |
|      | Niels Fuglsang           | 1985 | 2. Juli 2019  | A      | S&D      |           |
|      | Morten Løkkegaard        | 1964 | 3. März 2016  | V      | RE       |           |
|      | Rasmus Nordqvist         | 1975 | 16. Juli 2024 | F      | G/EFA    |           |
|      | Kira Marie Peter-Hansen  | 1998 | 2. Juli 2019  | F      | G/EFA    |           |
|      | Christel Schaldemose     | 1967 | 1. Juli 2006  | A      | S&D      |           |
|      | Villy Søvndal            | 1952 | 16. Juli 2024 | F      | G/EFA    |           |
|      | Kristoffer Storm         | 1989 | 16. Juli 2024 | Æ      | EKR      |           |
|      | Marianne Vind            | 1974 | 2. Juli 2019  | A      | S&D      |           |
|      | Anders Primdahl Vistisen | 1987 | 22. Nov. 2022 | O      | PfE      |           |